# Spargania sublactea
Spargania sublactea là một loài bướm đêm trong họ Geometridae.